# Districte de Kokrajhar
El districte de Kokrajhar és una divisió administrativa d'Assam amb capital a Kokrajhar. El districte té una superfície de 3.169 km² i una població el 2001 de 930.404 habitants. Està situat a la riba nord del Brahmaputra i es va formar per segregació del districte de Goalpara: el 1957 va formar una subdivisió d'aquest districte amb els cinc Duars de Bijni, Sidli, Chirang, Ripu i Guma (4066 km²), i l'1 de juliol de 1983 fou erigida en districte; va perdre la subdivisió fiscal o pargana de Bijni i 347 km² de la pargana de Sidli el 1989 quan es va formar el districte de Bongaigaon (aquestos territoris en foren una part i altres foren transferits d'altres llocs); més tard 20 pobles de Gram Panchayat de Naikgaonamb 40 km (part de la pargana de Chapar al districte de Dhubri) foren units al districte de Kokrajhar.
Les peticions d'autonomia regional de les tribus d'Assam va tenir impacte al poble bodo d'aquest districte. El moviment autonomista el va iniciar el Plains Tribe Council of Assam (PTCA) que porposava un estat separat amb el nom d'Udayachal, per totes les tribus al nord del Brahmaputra. Després l'All Bodo Students' Union (ABSU) va agafar el relleu i demanava la formació d'un estat de Boroland o Bodoland. La guerrilla armada va tenir el seu punt de màxima intensitat entre 1985 i 1992 quan es va produir un acord amb l'ABSU que fou signat el 20 de febrer de 1993 pel qual es va constituir el Bodoland Autonomous Council (BAC). Aquesta entitat té competències en alguns aspectes en set dels districtes d'Assam i té la seu a aquest districte, a Kokrajhar. El 7 de desembre del 2003 els acords tripartits entre l'Índia, el govern de l'estat d'Assam i el grup armat Bodoland Liberation Tiger Force (o Bodo Liberation Tiger) van establir el Bodoland Territorial Council.
Administrativament està format per dues subdivisions (Kokrajhar i Gossaigaon) i cinc tehsils:
- Gossaigaon
- Bhowraguri
- Dotoma
- Kokrajhar
- Sidli

## Llocs interessants
- Onthai Gwlao a la riba del Gwrang.
- Temple de Mahamaya
- Thandwi Bineswar Brahma Memorial Park
- Daimalu Park